# Future パターン
future, promise, delay とは、プログラミング言語における並列処理のデザインパターン。何らかの処理を別のスレッドで処理させる際、その処理結果の取得を必要になるところまで後回しにする手法。処理をパイプライン化させる。1977年に考案され、現在ではほとんどのプログラミング言語で利用可能。

## 概要
カール・ヒューイットは、2つの点で future の方が promise よりも適した用語であるとしている。第一に promise（約束）は必ずしも将来の時点のことを意味しないため、future（未来）よりも曖昧である。第二に promise は単なる言語表現だが、future は現物（actuals）に対する先物（futures）という意味もある（つまり、実際の物に対する代用品）。
future という構文が最初に紹介されたのは1977年、ヘンリー・ベイカーとカール・ヒューイットの論文でのことであった。一方 promise という用語は、1976年にダニエル・P・フリードマンとデビッド・ワイズが提案し、最終的にピーター・ヒバードが呼んだものである。future (promise) の使用により、分散システムにおける遅延を劇的に減少させることができる。例えばアクターモデルのようにメッセージのパイプライン化が可能であり、これをE言語やAlice MLでは promise pipelining と呼ぶ。

## パイプライン化
一般的なRPCで次のような式を考える。
```
t3 := (x.a()).c(y.b())
```

これは、次のように展開できる。
```
t1 := x.a(); t2 := y.b(); t3 := t1.c(t2)
```

これを解釈すると、t1 および t2 の値が定まらないと t3 の値は計算できない。future を使うとこの式が次のように表される。
```
t3 := 
future
 (
future
 x.a()).c(
future
 y.b())
```

これを展開すると次のようになる。
```
t1 := 
future
 x.a(); t2 := 
future
 y.b(); t3 := 
future
 t1.c(t2)
```

このようにすると t3 は即座に計算される。ただし、t3 から情報を得ようとすると待たされる。

## 実装
future構文は MultiLisp や Act1 といったプログラミング言語で実装された。並行論理プログラミング言語における論理変数もよく似ている。これは当初 Prolog with Freeze や IC Prolog で使われ、Relational Language、Concurrent Prolog、PARLOG、GHC、KL1、Strand、Vulcan、Janus、Mozart/Oz、Flow Java、Alice といった言語で真の並行性プリミティブとなった。Concurrent ML のような単一代入規則型データフロー言語の I-var は並行論理変数とよく似ている。
future による遅延最小化のようなパイプライン化技法はまずアクターモデルで生み出され、1988年にバーバラ・リスコフが再発明し、1989年ごろにはザナドゥ計画でも再発明されている。
future, promise, 並行論理変数, データフロー変数, I-var をサポートする言語:
- ABCL/f[1]
- Act1
- Alice ML（英語版）
- AmbientTalk（英語版） (first-class resolvers と read-only promises を含む)
- C++ (C++11以降のstd::futureとstd::promise、C++20以降のco_await)
  - μC++（英語版）
- C# (C# 5.0以降のasync/await構文)
- Concurrent Prolog
- Dart (Future[2]/Completer[3]クラス、async/await[4]キーワード)
- Flow Java（英語版）
- Glasgow Haskell (I-vars and M-vars only)
- GHC
- Id (プログラミング言語)（英語版） (I-vars and M-vars only)
- Io [5]
- Java: Java 1.5以降のjava.util.concurrent.Future
- JavaScript (ECMAScript): ES2015 (ES6) 以降のPromise、ES2017以降のasync/await構文
- KL1（その実装としてKLICがある）
- LISP系言語
  - Clojure[6]
  - MultiLisp（英語版）
  - Scheme
- Lucid (データフローのみ)
- Oxygene（英語版）
- Oz version 3[7]（その実装としてMozart Programming Systemがある）
- Python 3.2, PEP 3148 で提案
- R (promises for lazy evaluation - still single threaded)
- Racket[8]
- Scala
- Visual Basic .NET (VB.NET 11以降のAsync/Await構文)
- C#やVB.NETなどの.NET言語全般: .NET 4以降のタスク並列ライブラリ (Parallel Extensions)
- Nim[9]

加えて、promise pipelining をサポートする言語:
- Joule言語
- E言語

非標準ライブラリによる実装:
- Common Lisp: Eager Future2, PCall
- C++:
  - Boost C++ライブラリにおけるboost::future[10]とboost::promise[11]
  - Dlib C++ Library
  - マイクロソフトによる同時実行ランタイム (ConCRT) の並列パターンライブラリ（英語版）におけるconcurrency::task[12]
- Groovy: GPars
- JavaScript:
  - Cujo.js - CommonJS Promises/A に基づく promise を when.js が提供
  - Dojo Toolkit - promises と Twisted style Deferred を提供
  - jQuery - CommonJS Promises/A に基づく物を Deferred Object で提供
  - node-promise
  - Q
  - RSVP.js
- Java: JQuery.Deferred に似た振る舞いを JDeferred の Deferred/Promise API が提供
- Objective-C: MAFuture (reference), PromiseKit, Promises
- OCaml: Lazy モジュールが lazy explicit future を実装
- Perl: Future, Reflex
- PHP: React/Promise
- Python: pythonfutures, Twisted's Deferreds
- Ruby: Promise gem
- Swift: FutureKit, BrightFutures, PromiseKit, Promises